# Pekka Malinen
Pour les articles homonymes, voir Malinen.
 Pekka Kullervo Malinen  (né le 11 juin 1921 à Viipuri et mort le 21 septembre 2004) est un diplomate et homme politique finlandais,,. 

## Biographie
Pekka Malinen est le fils des agriculteurs Esko Malinen et Hilda Junttu. 
Pendant la seconde Guerre mondiale, Pekka Malinen sert dans le Bataillon de volontaires finlandais de la Waffen-SS, avec le grade militaire de SS-Unterscharführer.
Pekka Malinen obtient une licence en science politique en 1948. 
Il a été représentant de la Chambre de commerce d'Oulu de 1949 à 1950, vice rédacteur en chef du journal Kaleva de 1950 à 1952 et secrétaire du Parti populaire de Finlande de 1952 à 1960.
Dans le gouvernement Sukselainen I, Pekka Malinen est ministre de la Défense (2.9.1957 - 29.11.1957), vice-ministre des Finances (2.9.1957 - 29.11.1957) et 
vice-ministre des Affaires sociales (2.7.1957 - 2.9.1957).
Après avoir quitté la politique, Pekka Malinen rejoint le ministère des Affaires étrangères dans les années 1960. 
Il est consul de Finlande à Gdynia en Pologne de 1960 à 1961, secrétaire commercial de l'ambassade de Finlande à Beyrouth de 1961 à 1965, chef de section du ministère des Affaires étrangères de 1965 à 1967 et conseiller d'Ambassade à Washington de 1967 à 1969. 
Pekka Malinen est chef du département de la coopération pour le développement du ministère des Affaires étrangères et ambassadeur dans cinq pays différents : l'Égypte et la Syrie de 1969 à 1974, le représentant permanent de la Finlande auprès de l'OCDE à Paris de 1978 à 1983, en Algérie et Tunisie de 1983 à 1985 et ambassadeur au Portugal de 1985 à 1988.

## Écrits
- (fi) Pekka Malinen, Kehitysapu täysremonttiin : tutkimus kehitysyhteistyön tuloksellisuudesta, Helsinki, Suomen itsenäisyyden juhlarahasto, coll. « Sitra nro 100 », 1989 (ISBN 9789515632227)

- (fi) Pekka Malinen, Ahdinkoon kasvava ihmiskunta, Helsinki, Suomen itsenäisyyden juhlarahasto, coll. « Sitra nro 113 », 1991 (ISBN 951-563-277-3)

- (fi) Pekka Malinen, Väestö ja kehitys : vertaileva tutkimus kahden kehitysmaan, Kenian ja Mauritiuksen, erilaisesta väestönkasvusta ja kehityksestä sekä niiden syistä (thèse de l'université d'Helsinki), Helsinki, Suomen itsenäisyyden juhlarahasto, coll. « Helsingin yliopiston sosiaalipolitiikan laitoksen tutkimuksia 1994, », 1994